# Liplje, Kamnik
Liplje je naselje v Občini Kamnik.

## Zgodovina
V starih listinah se Liplje prvič omenjajo kot Lippie v urbarju iz leta okoli 1400. Ker priimki takrat še niso bili splošno in obvezno v rabi so v urbarju navedeni v vasi takrat živeči naslednji kmeti: Marin, Matija, Herman, Nikolaj in Mihael.